# Ozrem
Ozrem (en serbe cyrillique : Озрем) est un village de Serbie situé dans la municipalité de Gornji Milanovac, district de Moravica. Au recensement de 2011, il comptait 250 habitants.

## Géographie
Ozrem est situé sur les rives de la rivière Ozremica rivière et de son affluent droit, la Brusnica.

## Démographie
| 1948 | 1953 | 1961 | 1971 | 1981 | 1991 | 2002 | 2011 |
| ---- | ---- | ---- | ---- | ---- | ---- | ---- | ---- |
| 898  | 916  | 807  | 654  | 533  | 426  | 373  | 250  |

|  |